# City and Colour
Dallas Green (též známý jako City and Colour) je kanadský zpěvák a skladatel. Rovněž je spoluzakladatelem, kytaristou a zpěvákem post-hardcorové kapely Alexisonfire (2001–2012, 2015– dosud). Mimo kapely hraje melodicko-akustickou a folkovou hudbu, často je doprovázen kanadskými indie rockovými muzikanty jako Daniel Romano a Spencer Burto z kapely Attack in Black. Název City and Colour je odvozen přímo z jeho jména: Dallas (město, city) a Green (barva, colour). Jeho odůvodnění bylo takové, že se mu nelíbilo vydávat album pod svým vlastním jménem. Dle jeho vyjádření skladby píše od svých zhruba 14 let. Ohledně písní na jeho prvním albu Sometimes Green sdělil, že materiály k albu sbíral od 16 let, v roce 2005 k nim dopsal písně.

## Historie

### Sometimes(2005–2007)
Green původně nahrával písničky na internet pro fanoušky ke stažení. Nakonec vše sesbíral, něco z nich přepsal a vytvořil své první album Sometimes. Debutové album bylo vydáno v roce 2005. Obálka byla navržena Scottem McEwanem ve stylu tattoo-esque. Green se nechal slyšet, že jeho obliba ve smutné hudbě dosti ovlivnila jeho vlastní tvorbu. Také sdělil, že na takové hudbě má rád to, že se v ní lidé dokáží najít. Písničky jsou prý založeny i na jeho osobních zkušenostech, kterými si prošel. V roce 2009 bylo album znovu vydáno pod Vagrant Records, to bylo poprvé, kdy album bylo k dostání na fyzických přenašečích.

### Bring Me Your Love(2008–2009)
Dallasovo druhé album bylo vydáno v únoru 2008 a bylo na něm použito mnoho různých nástrojů, které u něj dosud nebyly k vidění (harmonika, bendžo, bubny a lap steel kytara). Díky tomu mělo album velmi folkový nádech. Na albu můžeme slyšet také další kanadské interprety, jako jsou Gordon Downie z Tragically Hip a Matt Sullivan z Attack in Black. Album je pojmenováno po krátké povídce Charlese Bukowskiho. Je to také část textu závěrečné písně „As Much As I Ever Could“. Green sdělil, že si knihy všiml na turné s Alexisonfire a rozhodl se převzít její název. V září 2008 se jako City and Colour vydal na svou první americkou tour. Na tour se vydal spolu s kapelami Tegan and Sara a Girl in a Coma. Následovala tour v lednu 2009 s doprovodem Williama Elliott Whitmora. V říjnu 2008 Dine Alone Records oznámili speciální limitovanou dvou-diskovou edici s vydáním 2. prosince 2008. K dostání bylo pouze 6000 kopií, předobjednávek bylo tak moc, že byl web eshopu shozen.

### Little Hell (2010–2012)
V lednu 2010 se City and Colour vydal na americkou tour, znovu s albem Bring Me Your Love s doprovodem Lissie a později v červnu na další britskou tour za doprovodu P!nk a Butche Walkera. Na těchto tour Dallas Green zahrál dvě nové písně s názvy „Silver and Gold“ a „Oh Sister“, stejně jako pár předtím neznámých coverů – „Murderer“, původně od Low, a „Grinnin' In Your Face“, původně od Son House. V listopadu Dallas oznámil, že na iTunes vydá nový singl „At the Bird's Foot“, který bude na kompilačním albu Gasoline Rainbows, kde budou také nové songy interpretů jako Damien Rice a Amy Kuney. Píseň byla napsána jako odpověď na ropnou skvrnu v zátoce. Výnosy z alba šly rovnou na účet Global Green USA. „At the Bird's Foot“ byl nejdříve 48 hodin streamován na Myspace.
V únoru 2011 Green předvedl speciálně nahranou verzi „Northern Wind“ ve valentýnské epizodě „One Tree Hill“. Stejný měsíc Dine Alone Records odhalili, že další album bude mít název Little Hell a bude vydáno v červnu. V květnu 2011 byl v rádiu vypuštěn první singl alba Little Hell. Píseň měla svoji premiéru na australské rádio stanici Triple J, kde v tu dobu měla skupina vyprodané turné. Singl se stal nejlépe hodnocenou písní v kanadském alternativním žebříčku. V srpnu 2011 kapela Alexisonfire oznámila svůj rozpad a George Pettit na web kapely napsal, že Dallas plánoval opustit projekt a věnovat se City and Colour, jelikož věnovat se dvěma kapelám je až příliš složité.

### The Hurry and the Harm(2013)
City and Colour oznámil vydání nového alba s názvem The Hurry and the Harm s datem 4. června 2013. Singl „Of Space and Time“ byl vydán již v březnu a tak předznamenal příchod alba. Na albu bylo 12 písní, přičemž deluxe verze měla 3 bonusové písně navíc.